# خالد قطيب
خالد قطيب (مواليد 20 ماي 1988) هو لاعب كرة قدم داخل الصالات، لعب مع المنتخب المغربي لكرة القدم الخماسية كما شارك معه في نهائيات كاس افريقيا بجنوب افريقيا وتوج معهم باللقب. اما مع الاندية فقد بدا مسيرته مع شباب خريبكة وحاليا يلعب مع لوكوس القصر الكبير. 
السجل الدولي 

• 2016 ـ أحرز مع المنتخب المغربي لكرة القدم داخل الصالات بطولة كاس إفريقيا 
السجل المحلي

مع شباب خريبكة:

• 2013 ـ الفوز ببطولة المغرب.
• 2014 ـ وصيف بطل المغرب.
• 2015 ـ وصيف بطل المغرب.
• 2016 ـ الرتبة الرابعة.
• 2017 ـ وصيف بطل المغرب.
• 2018 ـ الرتبة السادسة.
مع نادي لوكوس القصر الكبير :
• 2019 ـ وصيف بطل المغرب. 
الوصول لنصف نهائي كأس العرش.